# روبرتو یروسالیمچی
روبرتو یروسالیمچی (انگلیسی: Roberto Ierusalimschy - تلفظ پرتغالی:[ʁoˈbɛʁtu jeɾuzaˈlĩski]؛ زادهٔ ۲۱ مهٔ ۱۹۶۰) دانشمند در زمینه علوم رایانه اهل برزیل است. وی طراح زبان برنامه‌نویسی لوآاست.